# Mariana Ohata
Mariana Ohata née le 26 octobre 1978 à Brasília au Brésil est une triathlète professionnelle, triple championne du Brésil (1996, 1997 et 1998).

## Biographie
Mariana Ohata a participé aux trois premiers triathlons des jeux olympiques (2000, 2004 et 2008). En octobre 2009, elle a été suspendu pendant six années pour récidive de test positif au contrôle antidopage, ce qui mit fin à son palmarès international.

## Palmarès
Le tableau présente les résultats les plus significatifs (podium) obtenus sur le circuit national et international de triathlon depuis 1996,.
| Année | Compétition                               | Pays        | Position           | Temps           |
| ----- | ----------------------------------------- | ----------- | ------------------ | --------------- |
| 2008  | Coupe du monde - l'étape de Tiszaújváros  | Hongrie     | Médaille de bronze | 2 h 4 min 6 s   |
| 2007  | Coupe du monde - l'étape de Des Moines    | États-Unis  | Médaille de bronze | 2 h 5 min 30 s  |
| 2007  | Coupe panaméricains - l'étape de Salinas  | Équateur    | Médaille d'or      | 2 h 5 min 49 s  |
| 2006  | Jeux d'Amérique du Sud                    | Argentine   | Médaille d'or      | 2 h 13 min 20 s |
| 2006  | Coupe du monde - l'étape de Tiszaújváros  | Hongrie     | Médaille d'argent  | 1 h 55 min 55 s |
| 2006  | Coupe du monde - l'étape de Salford       | Royaume-Uni | Médaille d'argent  | 2 h 4 min 51 s  |
| 2006  | Coupe d'Europe - l'étape de Holten        | Pays-Bas    | Médaille d'or      | 2 h 6 min 17 s  |
| 2003  | Coupe du monde - l'étape de Madrid        | Espagne     | Médaille d'argent  | 1 h 56 min 41 s |
| 2003  | Coupe panaméricains - l'étape de Brasilia | Brésil      | Médaille d'or      | 2 h 2 min 33 s  |
| 2002  | Jeux d'Amérique du Sud                    | Argentine   | Médaille d'or      | 2 h 4 min 0 s   |
| 2002  | Coupe panaméricains - l'étape de Rincon   | Porto Rico  | Médaille d'or      | 2 h 2 min 59 s  |
| 1999  | Coupe du monde - l'étape de Corner Brook  | Canada      | Médaille de bronze | 2 h 10 min 53 s |
| 1998  | Championnat du Brésil                     | Brésil      | Médaille d'or      | Timing          |
| 1997  | Championnat du Brésil                     | Brésil      | Médaille d'or      | Timing          |
| 1996  | Championnat du Brésil                     | Brésil      | Médaille d'or      | Timing          |